# Dalarö skans garnisonsförsamling
Dalarö skans garnisonsförsamling var en församling för garnisonen på Dalarö skans i Dalarö socken i nuvarande Stockholms stift i nuvarande Haninge kommun. Församlingen uppgick 1854 i Dalarö församling.

## Administrativ historik
Församlingen bildades 1688 och den uppgick 1854 i Dalarö församling.